# Dixi Holding Le Locle
Dixi Holding Le Locle S.A. ist eine international tätige Schweizer Industriegruppe mit Sitz in Le Locle. Das Unternehmen ist hauptsächlich auf Präzisions-, Mikro- und Klimatechnik spezialisiert und zählte zu den führenden Herstellern von Präzisions-Werkzeugmaschinen.

## Tätigkeitsgebiet
Die Unternehmensgruppe besteht aus vier auf ihrem Kerngebiet spezialisierte Tochtergesellschaften. 
Dixi Polytool SA konzentriert sich auf die Herstellung von Präzisionswerkzeugen aus Vollhartmetall und Diamant sowie Präzisionsreibahlen. Diese finden in weiten Teilen der Industrie Anwendung, unter anderem in der Automobil- und Luftfahrtindustrie, in der Medizintechnik, in der Bearbeitung von Uhren und Schmuck sowie auch in der Brillenindustrie. 
Dixi Cylindre SA ist auf die Herstellung von Hochpräzisionsdrehteilen spezialisiert. Diese finden unter anderem in der Automobilindustrie, in der Uhrenindustrie, in der Medizintechnik und in der Elektronik Anwendung.
Dixi Microtechniques SA beschäftigt sich mit den beiden Bereichen Mikrotechnik und Medizintechnik. Im Bereich der Mikrotechnik stellt das Unternehmen Präzisionsteile für die Avionik, sowie für die Rüstungsindustrie, insbesondere Zünder für Bomben und Artilleriemunition, her. Im Bereich der Medizintechnik ist das Unternehmen auf medizinische Präzisionsinstrumente spezialisiert, insbesondere für die Neurochirurgie.
Marksa SA ist auf dem Gebiet der Druckluft, des Vakuums, der industriellen Kühlung, der Klimatisierung und der Lüftung tätig.

## Geschichte
Dixi wurde 1904 in Le Locle gegründet und stellte ursprünglich Sondermaschinen für die Uhrenindustrie her, unter anderem hochpräzise Ankörnmaschinen mit einer Genauigkeit von 0,01 Millimeter. Das Unternehmen spezialisierte sich in der Folge auf Präzisionsmechanik für verschiedene industrielle Anwendungen. Im Zweiten Weltkrieg lieferte die Schweiz Waffen an die Nazis wie an die Alliierten. Dixi stellte die Produktion 1942 auf die deutsche Kriegswirtschaft um und erzielte damit im Zeitraum von eineinhalb Jahren 51 Millionen CHF Umsatz mit der Lieferung von Zündern. 
1946 übernahm Dixi den Präzisionswerkzeuge-Hersteller PAQSA und integrierte diesen vollständig. Damit begann Dixi ihre Expansions- und Übernahmephase. 1959 erwarb Dixi die 1924 gegründete Cylindre SA. 1960 folgte die Übernahme der 1935 gegründeten Marksa SA. 
Mit der Übernahme des Uhrenhersteller Buhré stieg Dixi 1963 direkt in das Uhrengeschäft ein. Als die Schweizer Uhrenindustrie Mitte der 1970er Jahre von einer schweren Krise erfasst wurde, versuchte Paul Castella als Besitzer von Dixi den endgültigen Untergang mehrerer in Konkurs gegangener Uhrenhersteller zu verhindern. So übernahm Dixi 1978 die Uhrenmanufaktur Zenith (1999 an LVMH verkauft) sowie 1979 die beiden Marken Zodiac und H. Moser & Cie, deren Untergang Paul Castella allerdings nicht verhindern konnte.
Ab den 1990er Jahren ging die Expansion der Dixi-Unternehmensgruppe weiter, es folgten die Zukäufe von Dixi Frama (1992), Polytool (1999), Dixi UK (2000) und dem deutschen Diamantwerkzeuge Hersteller DIAWE (2004). 
2007 verkaufte Dixi ihre auf die Herstellung von ultrahochpräzisen Maschinen spezialisierte Tochtergesellschaft Dixi Machines SA an den japanischen Werkzeugmaschinenhersteller DMG Mori Seiki Co.
Das Unternehmen befindet sich im Privatbesitz der Familie Castella und veröffentlicht keine Geschäftszahlen.